# Grey Towers National Historic Site

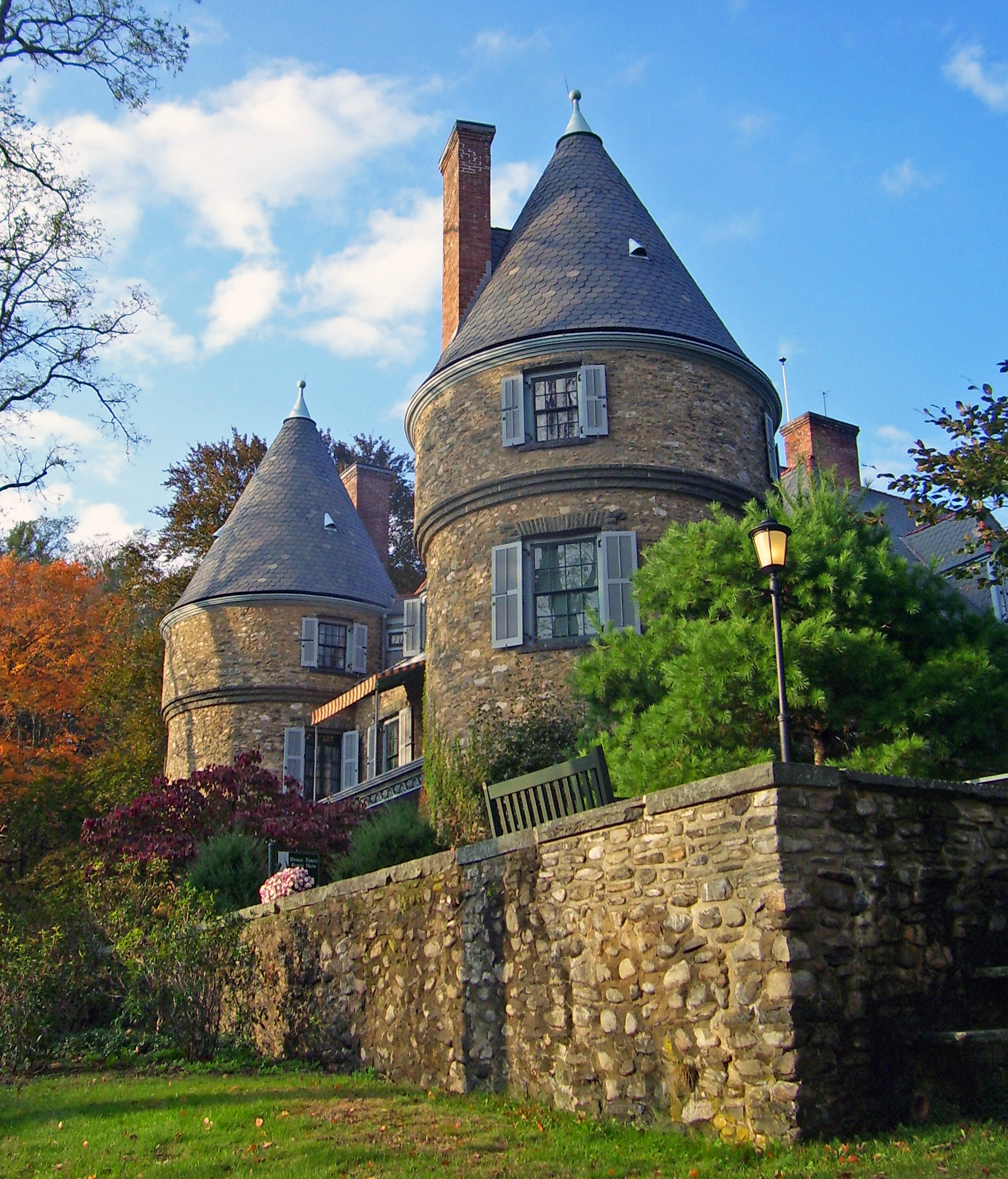
Grey Towers National Historic Site

Grey Towers National Historic Site, ook bekend als het Gifford Pinchot House of The Pinchot Institute, is een historisch landhuis in Dingman Township, bij Milford, in de Amerikaanse staat Pennsylvania. Het is het huis waar Gifford Pinchot, een bosbouwkundige en politicus en de eerste directeur van de United States Forest Service (USFS), opgroeide. 

## Geschiedenis
Grey Towers werd gebouwd in opdracht van Pinchots vader, James Gifford, naar een ontwerp van Richard Morris Hunt en Henry Edwards-Ficken in Franse château-stijl. Gifford Pinchot, die carrière maakte als Amerika's vooraanstaand deskundige in bosbouw, bracht er zijn jeugd door en keerde er in zijn latere leven veel naar terug. Na zijn dood (1946) en die van zijn echtgenote (1960) schonk de familie Pinchot het landgoed Grey Towers aan de Forest Service. Die huisvestte er het Pinchot Institute for Conservation en liet het huis aanpassen om er kantoren te kunnen vestigen. In 1966 werd het huis erkend als een National Historic Landmark. Pas in 1980 besefte men bij de Forest Service wat een schade men daarmee had aangebracht aan een historisch en architecturaal waardevol pand. Grey Towers werd langzaam in haar oorspronkelijke glorie hersteld en opende, na een korte sluiting, opnieuw op 11 augustus 2001, op Pinchots verjaardag. In 2004 duidde het Amerikaans Congres Grey Towers aan als National Historic Site - de eerste en enige zulke plaats die beheerd wordt door de USFS.

## Gebruik en toerisme
Het gebouw is heden ten dage in gebruik door het Pinchot Institute. Zij organiseren er onder andere symposia over natuurbeheer. Het landgoed en de tuinen zijn elke dag vrij toegankelijk in de zomer en vroege herfst. Er worden gegidste, betalende rondleidingen georganiseerd in het huis en door de tuinen. Er is een souvenirwinkel aanwezig.